# Land of Hope and Glory

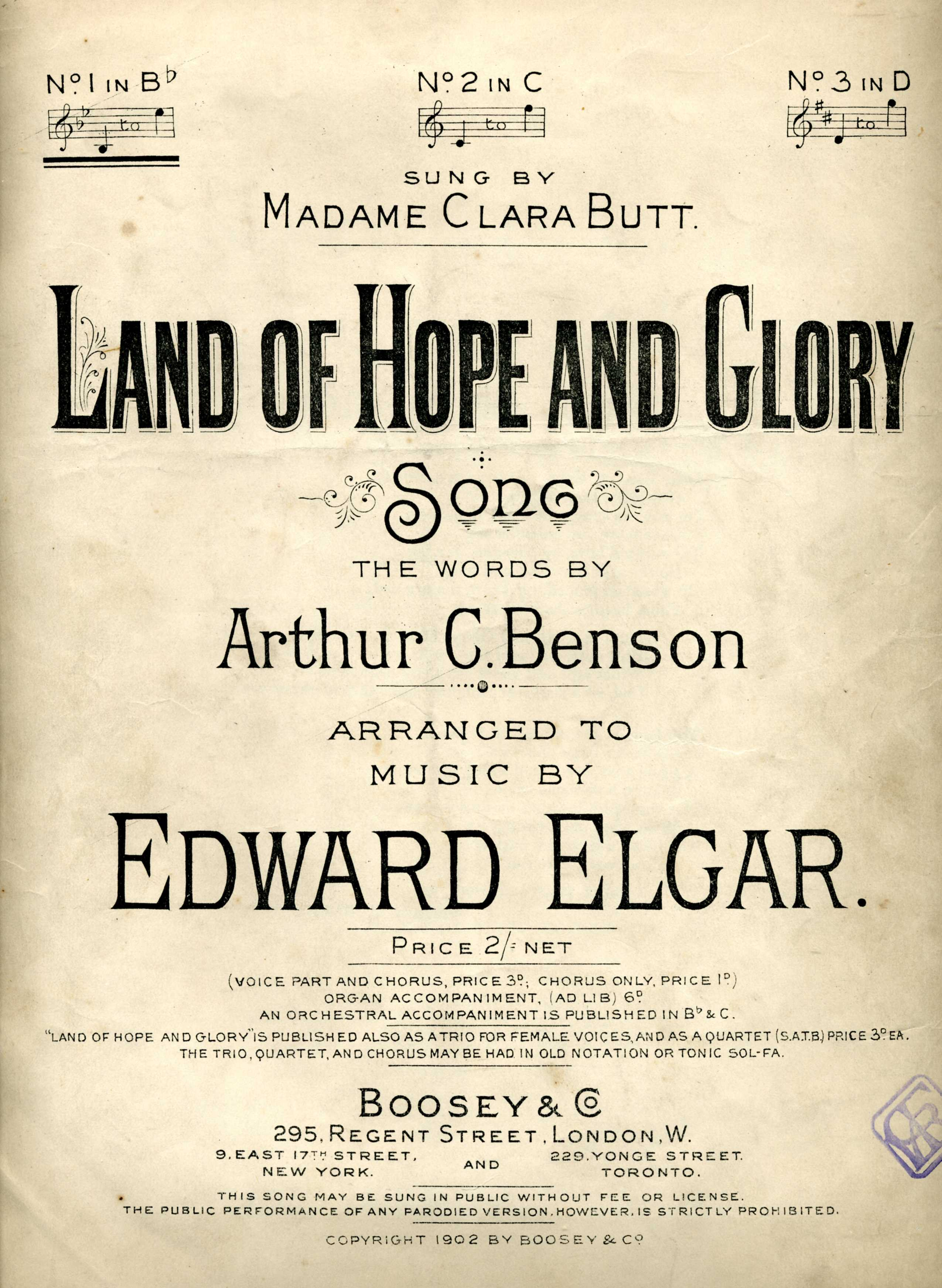
Titelblatt des Notendrucks von 1902

Land of Hope and Glory „Land der Hoffnung und des Ruhmes“, veröffentlicht 1902, ist neben der offiziellen britischen Nationalhymne God Save the King und Rule, Britannia!, Jerusalem, I Vow to Thee, My Country oder auch The British Grenadiers eine der Hymnen Englands und wurde bei mehreren Gelegenheiten (besonders Sportereignissen im Rahmen des Commonwealth) als die Hymne Englands gespielt (seit 2010 wird jedoch Jerusalem als Regionalhymne benutzt).
Die Melodie stammt aus dem Pomp and Circumstance March No. 1 von Edward Elgar (1857–1934), der Text von Arthur Christopher Benson (1862–1925).

## Text
| Original Dear Land of Hope, thy hope is crowned. God make thee mightier yet! On Sov'ran brows, beloved, renowned, Once more thy crown is set. Thine equal laws, by Freedom gained, Have ruled thee well and long; By Freedom gained, by Truth maintained, Thine Empire shall be strong. Chorus: Land of Hope and Glory, Mother of the Free, How shall we extol thee, Who are born of thee? Wider still and wider Shall thy bounds be set; \|: God, who made thee mighty, Make thee mightier yet. :\| Thy fame is ancient as the days, As Ocean large and wide: A pride that dares, and heeds not praise, A stern and silent pride. Not that false joy that dreams content With what our sires have won; The blood a hero sire hath spent Still nerves a hero son. | Übersetzung Liebes Land der Hoffnung, deine Hoffnung ist gekrönt. Möge Gott Dich noch mächtiger machen! Auf des Herrschers Brauen, geliebt, berühmt, wird wiederum deine Krone gesetzt. Deine gerechten Gesetze, durch Freiheit erlangt, Haben Dich lang und gut regiert; Durch Freiheit gewonnen, durch Wahrheit erhalten, Wird dein Reich stark sein. Refrain Land der Hoffnung und des Ruhmes, Mutter der Freien, Wie sollen wir dich preisen, wir, die von dir Geborenen? Weiter noch und weiter Sollen deine Grenzen ausgedehnt werden; \|: Gott, der dich mächtig gemacht hat, Möge dich noch mächtiger machen. :\| Dein Ruhm ist so alt wie die Tage, Groß und weit wie der Ozean: Ein Stolz, der wagt und Lobpreisung nicht achtet, Ein strenger und stiller Stolz. Nicht die falsche Freude, die zufrieden träumt Mit dem, was unsere Vorväter errangen; Das Blut, das ein Heldenvater vergoss, stärkt noch immer einen Heldensohn. |